# Serra Bardaro
Il monte Bardaro, noto anche come Serra Bardaro, è una montagna situata nei pressi di Canicattì, in provincia di Agrigento.
Il monte è alto 652 m; dalle acque di ruscellamento provenienti dalla sua vetta si origina il fiume Naro.
Sulla cima del monte, si trova la "Santa croce del Gesù Redentore" inaugurata il 23 agosto 2013.